# Gens Vitelia
La gens Vitelia (en latín, gens Vitellia) fue un conjunto de familias de la Antigua Roma que compartían el nomen Vitelio. En las inscripciones se deletrea también Vitulio (en latín, Vitullius).
En tiempos de Suetonio persistía la disputa sobre si la gens era vieja y noble o reciente y oscura, incluso plebeya. Se habría originado como diminutivo del cognomen «Vitulo». El nombre «Vitelio» al menos es viejo y se dice que su ascendencia se puede remontar a Fauno, rey de los aborígenes, y a Vitelia. Entonces, según la tradición, la familia vino de territorio sabino a Roma y fue incluida entre los patricios. Como evidencia para la existencia de estos reyes tempranos está la Vía Vitelia del Janículo al mar y una colonia Vitelia en territorio ecuo.
Dos hermanos Vitelios están entre los principales seguidores del intento de Tarquinio el Soberbio de recuperar el trono; su hermana era la mujer del cónsul Lucio Junio Bruto. Por otro lado, Casio Severo y otros consideraron que los Vitelios eran de baja cuna. Argumentaron que el fundador de la gens era un liberto que tuvo un hijo con una prostituta y que el hijo solo se unió a los Équites debido a su riqueza acumulada. Suetonio deja sin respuesta la cuestión de los orígenes de la gens.